# Noi Jordania
Noi Nikolaevitch Jordania (em georgiano: ნოე ჟორდანია; em russo: Ной Никола́евич Жорда́ния; Lanchkhuti, 2 de janeiro de 1868 - Paris, 11 de janeiro de 1953) foi um jornalista georgiano e um político menchevique. Teve um papel eminente no movimento revolucionário russo contra o tsarismo e posteriormente dirigiu o governo da República Democrática da Geórgia entre a proclamação da sua independência em 24 de julho de 1918 até a entrada do Exército Vermelho russo na região em 18 de março de 1921, quando se exiliou na França. Lá, Jordania continuou a liderar o governo no exílio até a sua morte em 1953.

## Primeiros anos
Noi Jordania nasceu em 9 de março de 1869 numa aldeia de Lanchkhuti em Gúria, no oeste de Geórgia, naquela época parte do governorato de Kutaisi, pertencente ao Império Russo. Após se graduar no Seminário Teológico de Tiflis, ingressou no Instituto Veterinário de Varsóvia.
Desde o seu regresso a Tiflis, começou a propagar o marxismo entre os operários da cidade e, na década de 1890, já se tinha tornado líder da primeira organização marxista legal na Geórgia: Mesame Dasi (O Terceiro Grupo; მესამე დასი). Em 1894, foi processado pelas autoridades russas pela sua participação na Liga pela Libertação da Geórgia. Jordania ingressou também no Partido Operário Social-Democrata Russo (POSDR), posicionando-se do lado dos mencheviques durante a fratura que se verificou durante o II Congresso (1903), o que fez com que ganhasse uma importante capacidade de influência sobre o grupo. Em 1905 editou o jornal menchevique Social-Democracia (Социал-демократия), publicado em Tiflis e conhecido pelo seu ataque duro e constante contra os bolcheviques. Nesse mesmo, perante a Revolução de 1905, posicionou-se contra o levantamento armado e advogou por criar um partido operário que pudesse agir desde a legalidade. No IV Congresso do POSDR, defendeu a municipalização da terra.
Em 1906, foi eleito para a primeira Duma (parlamento) do governorato de Tiflis e tornou-se o portavoz dos social-democratas, e, esse mesmo ano, no V Congresso foi eleito membro do Comité Central do POSDR, onde permaneceu até 1912. Contudo, foi sentençado a prisão durante três meses por ter assinado a Declaração de Viborg em protesto contra a dissolução da primeira Duma de Geórgia em dezembro de 1907.
A meados de 1912, editou o jornal menchevique A nossa palavra (Наше слово) em Baku; e em 1914, colaborou com Lev Trotski na organização do jornal Borba (Борба), onde publicou vários artigos sobre o tema das nacionalidades.

## Revolução e independência
Durante os anos da Primeira Guerra Mundial, Jordania manteve uma posição "defensista" similar à defendida por Irakli Tsereteli e Georgi Plekhanov. Após a Revolução de Fevereiro de 1917, dirigiu o soviete de Tiflis e, em 6 de março de 1917, foi eleito Comissário do Comité Central do soviete. Em agosto de 1917, foi eleito para o Comité Central do POSDR (unificado).
Porém, em setembro desse ano, lançou um chamamento aos operários georgianos para não sucumbirem aos sentimentos bolcheviques, e para lutarem pelo estabelecimento de uma república parlamentarista no país. Desde aí, foi eleito líder do Presidium do Conselho Nacional de Geórgia e jogou um papel fundamental na consolidação do poder menchevique no país, até a sua eleição como dirigente da sessão parlamentar em que foi declarada a República Democrática Independente da Geórgia em 26 de maio de 1918 com Noi Ramishvili como Primeiro-ministro. Em 24 de julho de 1918 converteu-se em chefe do governo de Geórgia. Durante três anos de governo, organizou uma reforma da terra com sucesso, uma legislação política e social aberta e contactos internacionais amplos, possibilitando a Geórgia se tornar a única nação transcaucásica reconhecida de iure pela Rússia bolchevique e pelos poderes ocidentais. Ademais do apoio maciço do campesinado, ganhou o apoio da inteletualidade e da nobreça mediante uma combinação de socialismo, democracia e uma moderada forma de nacionalismo - o que teve uma grande importância na transformação da República Democrática da Geórgia numa nação política moderna.
Porém, com a invasão soviética em fevereiro-março de 1921, o governo de Geórgia, com Jordania à cabeça, foi obrigado a se exiliar na França. Jordania continuou com o governo no exílio ocupado em alargar o reconhecimento internacional da soberania georgiana e da ocupação soviética até a sua morte em Paris em 1953.

## Obras
Jordania escreveu multidão de artigos e um livro intitulado A minha vida, publicado pela Hoover Institution on War, Revolution and Peace.